# Héctor Pedro Blomberg
Héctor Pedro Blomberg (Buenos Aires 18/03/1889 – faleceu em 03/04/1955). Escritor, teatrólogo, poeta e compositor argentino. Sua mãe era uma escritora e sobrinha de Francisco Solano López. Em 1912 lança seu primeiro livro de poesias ‘’La canción lejana ’’ e daí segue produzindo, inclusive, composições  de tangos para o guitarrista Enrique Maciel e para o cantor Ignácio Corsini. Este foi quem mais cantou as obras de Blomberg.  Em 1942 publica a biografia La dama del Paraguay sobre a tia-avó Elisa Lynch, mulher do presidente Solano López.